# Александър Църквеняков
Александър Църквеняков е сръбски дипломат. Посланик в България от 2009 година.
Произхожда от род от Войводина. Завършва „Архитектура“, но работи като журналист в Белградската телевизия до 1992 г. След това се занимава с маркетинг . Женен.